# Susi Müller-Gehrig
Susi Müller-Gehrig (* 4. Juni 1925 in Zürich; † 18. Oktober 1981 in Frauenfeld) war eine Schweizer Architektin, die mit ihren Bauten den Stil der Nachkriegsmoderne im Kanton Thurgau mitgeprägt hat.

## Werdegang
Susi Gehrig wurde als zweites Kind in eine sechsköpfige Familie geboren, die Mutter Martha Gehrig, geborene Schück widmete sich den Familienaufgaben, der Vater Walter Gehrig war Postbeamter. 1952 heiratete sie den Juristen Paul Müller, mit dem sie eine Familie gründete. Ihre drei Kinder kamen zwischen 1952 und 1966 zur Welt.
Sie absolvierte die Matura Typ A an der Töchterschule der Stadt Zürich und begann 1944 ein Studium der Architektur an der Eidgenössischen Technischen Hochschule in Zürich. Sie studierte unter anderem bei Friedrich Hess (1887–1962). Susi Gehrig schloss ihr Studium 1951 erfolgreich mit dem Architektur-Diplom ab.
Zu Beginn ihrer Berufstätigkeit arbeitete sie in verschiedenen Architekturbüros, zu erwähnen ist ihre langjährige Mitarbeit im Büro Armin Possert in Frauenfeld (ab 1952). Während ihrer Mitarbeit im Büro Armin Possert entstanden die beiden Hochhäuser im Fallengatter und das Stadtcasino in Frauenfeld. 1959 wagte sie den Schritt in die Selbständigkeit und gründete ihr eigenes Architekturbüro in Frauenfeld. Susi Müller-Gehrig schuf in den 1960er und 70er Jahren Bauten mit der klaren Formensprache, Funktionalität und dem Materialbewusstsein der Nachkriegsmoderne. In den ersten Jahren realisierte sie verschiedene Einfamilienhäuser, später kamen auch Sanierungen und Umbauten dazu. Nach einem Brand sanierte sie 1971 den Kehlhof in Berlingen. 1973 sanierte sie das Schlösschen Lilienberg in Ermatigen. 
Neben ihrer beruflichen Tätigkeit war sie Vorstandsmitglied im Heimatschutz Thurgau für den Erhalt wertvoller Baukultur und wirkte in verschiedenen Baukommissionen mit.
Susi Müller-Gehrig starb im Alter von 56 Jahren nach schwerer Krankheit.

## Nachlass und Ehrungen
Der Nachlass von Susi Müller-Gehrig befindet sich im Staatsarchiv des Kantons Thurgau in Frauenfeld. Anhand der aufgearbeiteten Dokumente kann ihr künstlerisch-architektonisches Wirken von der Entwurfsphase bis zur konkreten Ausführung nachvollzogen werden.
Die Nationale Informationsstelle zum Kulturerbe bot im Jahr 2012 eine Führung zu einem 1963 in Frauenfeld erstellten Einfamilienhaus am Ausläufer des Wellenberges an. Diese erkannte darin ein „im Zusammenhang mit der Umgebung gesamtheitlich gestaltete(s) Bauwerk“ mit „modernistischen Gestaltungsprinzipien“.
Im Jahr 2020 waren Susi Müller-Gehrigs Biografie und ihr Werk Teil der Ausstellung Frau Architekt im Zentrum Architektur Zürich Bellerive. Die Ausstellung wurde zuvor im Deutschen Architekturmuseum (DAM) in Frankfurt und im Museum für Arbeit in Hamburg gezeigt.
2021 wurden unter dem Titel Frauen Bauen! im Architektur Forum Ostschweiz in St. Gallen im Rahmen einer Ausstellung fotografische und filmische Porträts von Ostschweizer Architektinnen präsentiert, damit koordiniert fand in Frauenfeld das Sommer Camp Architektur statt, bei dem die Kulturvermittlerin Rebekka Ray und die Denkmalpflegerin Bettina Hedinger das Werk von Susi Müller-Gehrig mit einer Tour zu verschiedenen ihrer Bauten würdigten.
Bei den Europäischen Tagen des Denkmals 2023 mit dem Titel Reparieren und Wiederverwenden wurde das für den Lehrer Felix Engeler im Jahr 1962 in Hüttwilen erbaute Haus Engeler als ein hochwertiges Beispiel der Nachkriegsmoderne vorgestellt. Im Rahmen des Zyklus 2023: Tour d’Horizon durch die Thurgauer Siedlungs- und Kulturlandschaft des Historischer Verein des Kantons Thurgau hielt die Architektin Heidi Stoffel einen Vortrag über Werk und Arbeitsweise von Susi Müller-Gehrig. Stoffel vertrat darin die Auffassung, dass die von Susi Müller-Gehrig unter Einbezug von klaren Formen, Licht und Helligkeit entworfenen Wohnbauten markante Zeichen im Kanton hinterlassen hätten und bezeichnete sie als eine Pionierin auf dem Bau.

## Werk
Bauten mit teilweiser Angabe der Fertigstellung:

### Wohnhäuser
- Haus Nold, Frauenfeld 1956
- Haus Müller, Frauenfeld 1963
- Haus Brosy, Frauenfeld 1963
- Haus Müller, Weinfelden 1965
- Haus Müller, Frauenfeld
- Haus Bolli, Frauenfeld 1967
- Haus Bischoff, Frauenfeld 1974

- Haus Spiegelberg, Baar
- Haus Obrist, Langnau i. E.
- Haus Zumbach, Wetzikon
- Haus Engeler, Hüttwilen
- Haus Diacon, Mammern
- Haus Haberstroh, Gerlikon (ca. 2014 abgebrochen)
- Haus Weber-Fehr, Götighofen
- Haus Gartmann, Frauenfeld
- Haus Diacon Haus Bischoff
- Haus Weber
- Haus Weiss

### Kleine Bauten

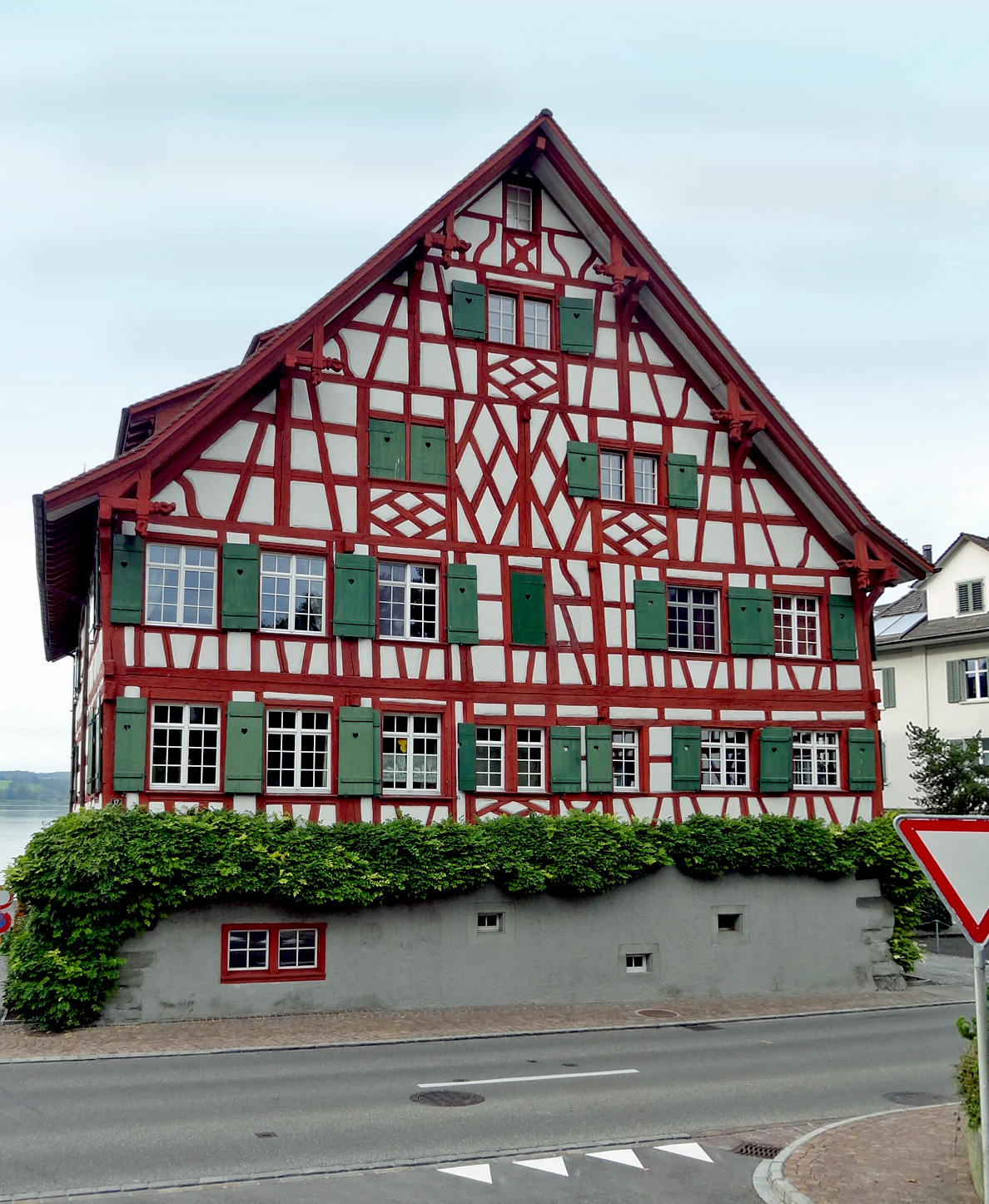
Kehlhof Berlingen 2014

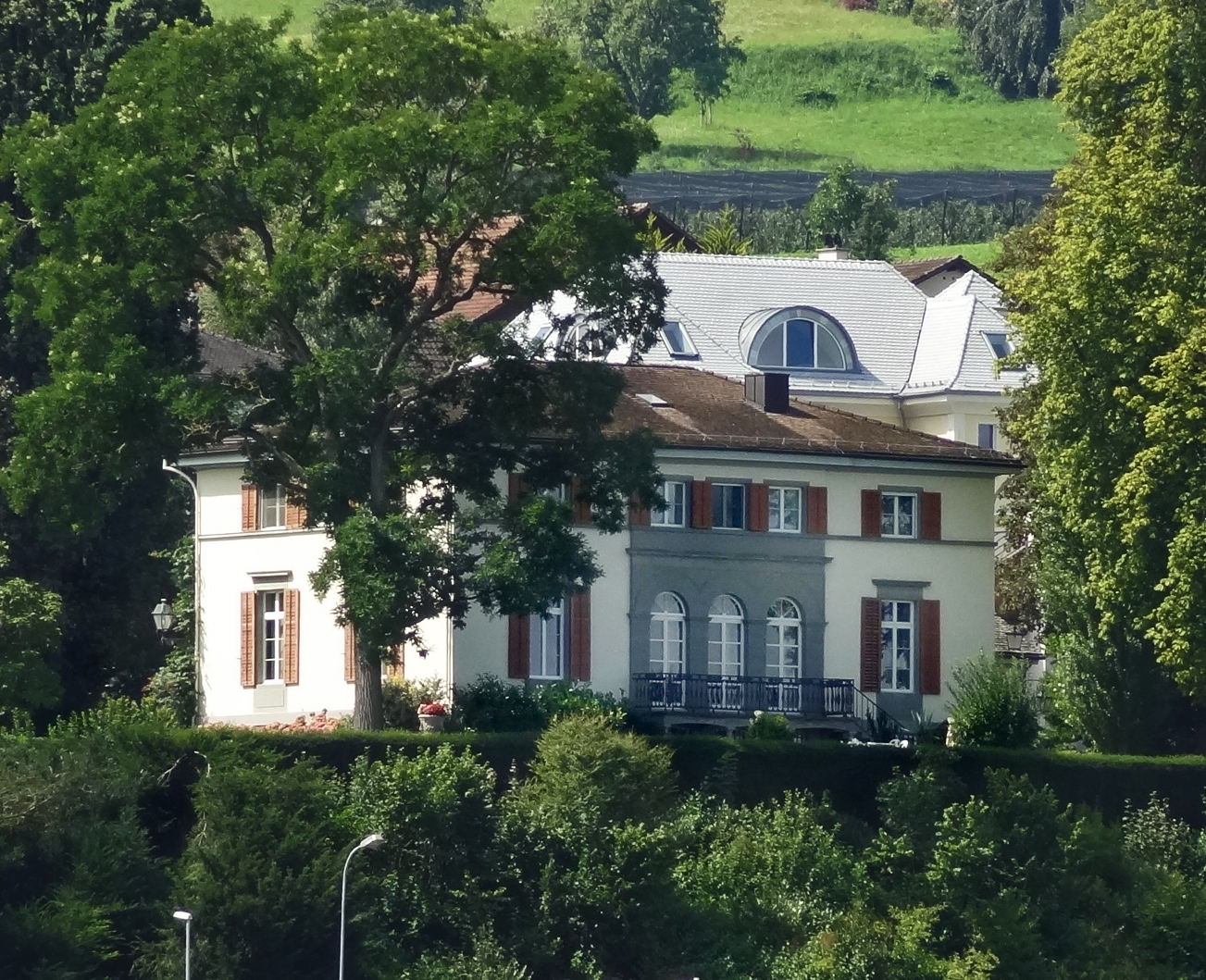
Villa Lilienberg, Ermatingen 2014

- Atelier Jost, Kreuzlingen
- Garage Roth, Frauenfeld
- Doppelkindergarten

### Sanierungen und Umbauten
- Sanierung Kehlhof, Berlingen 1971[12]
- Sanierung Lilienberg, Ermatingen 1973

## Publikationen
- Der Beruf der Architektin. In: Claire J. Schibler-Kaegi (Hrsg.): Die Frau im Thurgau. Huber, Frauenfeld 1953, DNB 451349059, S. 183–185.
- Neues Leben im grossen Haus von Berlingen. In: Heimatschutz-Patrimoine. Bd. 69 (1974), S. 9–11. Abgerufen am 14. November 2024.[12]